# Kamienica przy ulicy Garncarskiej 5 w Krakowie
Kamienica przy ulicy Garncarskiej 5 – zabytkowa kamienica znajdująca się w Krakowie, w dzielnicy I przy ul. Garncarskiej, na Piasku.
Budynek został wzniesiony w 1893. W 1908 zostały przebudowane jego oficyny. W 1931 odbyła się nadbudowa drugiego piętra budynku zgodnie z projektem Franciszka Mączyńskiego i Tadeusza Stryjeńskiego.

10 lutego 1995 kamienica została wpisana do rejestru zabytków. Znajduje się także w gminnej ewidencji zabytków.

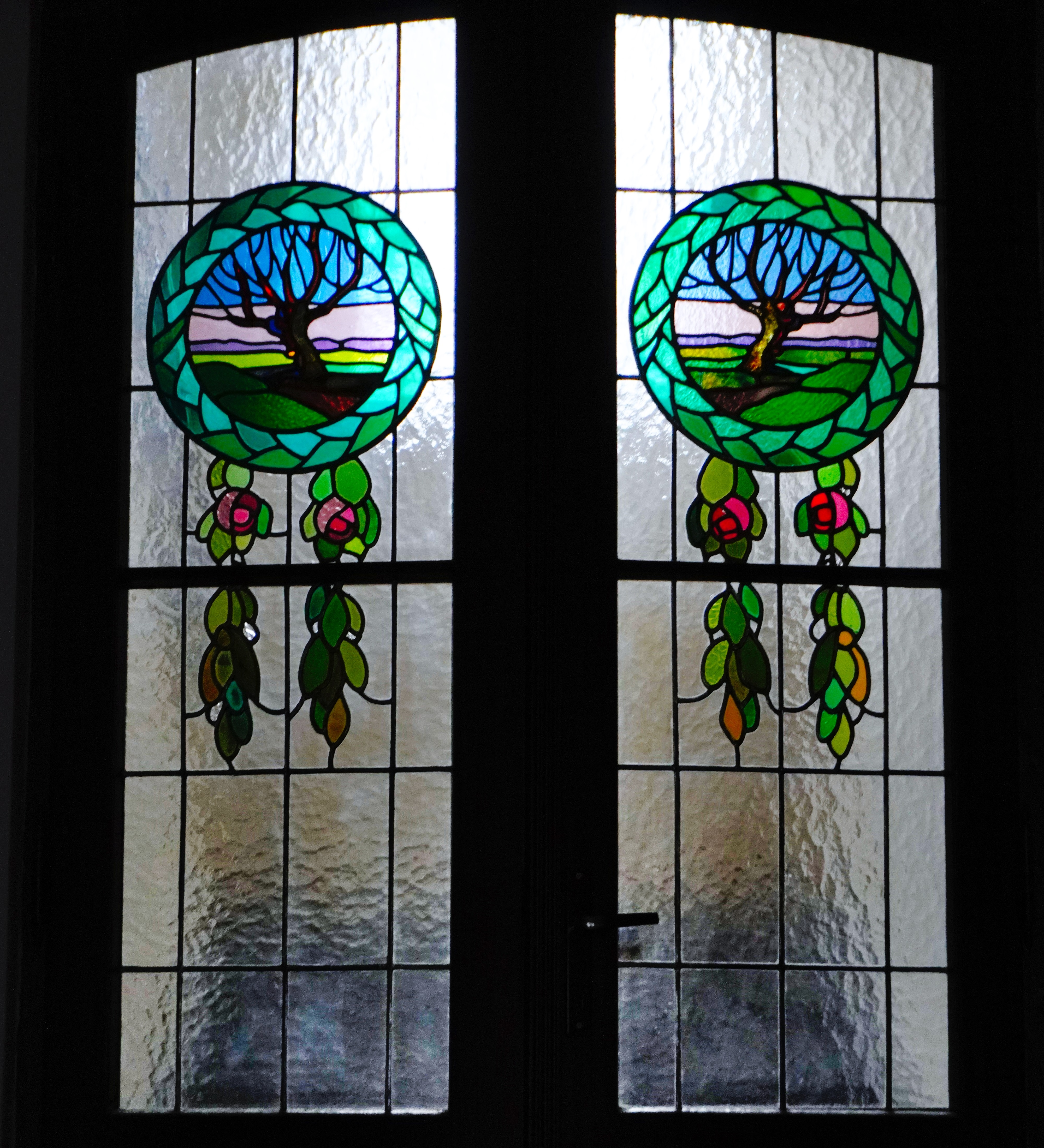
Witraż w drzwiach na klatkę schodową